# Teucrium radicans
Espèce
Teucrium radicans est une espèce de plantes à fleurs de la famille des Lamiaceae endémique de la Tunisie.